# Prva nogometna liga Hrvatske Republike Herceg-Bosne
De Prva nogometna liga Hrvatske Republike Herceg-Bosne was de hoogste klasse voor voetbalclubs uit de Kroatische Republiek Herceg-Bosna ten tijde van de Bosnische Oorlog en de jaren daarna. Tijdens deze jaren hadden de Kroaten, Bosniakken en Serven (de 3 bevolkingsgroepen) uit het land elk een eigen competitie. De competitie van de Bosniakken was de enige officiële en enkel die clubs speelden Europees voetbal. 
De Kroatische competitie werd in 1993 opgericht. Vanaf 1997/98 speelde de clubs een play-off met de Bosnische teams voor Europees voetbal. In het seizoen 2000/01 fusioneerde de Kroatische competitie met de Bosnische tot de Premijer Liga, de Serviërs moesten tot 2003 wachten op toetreding. 

## Kampioenen
- 1999/2000 NK Posušje
- 1998/1999 NK Posušje
- 1997/1998 NK Široki Brijeg
- 1996/1997 NK Široki Brijeg
- 1995/1996 Mladost Široki Brijeg
- 1994/1995 Mladost-Dubint Široki Brijeg
- 1993/1994 Mladost-Dubint Široki Brijeg

## Beker van Herzeg-Bosnië
- 1998/1999 NK Brotnjo Čitluk
- 1997/1998 HNK Orašje
- 1996/1997 NK Troglav Livno
- 1995/1996 HNK Ljubuški
- 1994/1995 HNK Ljubuški